# احمد سویلم
أحمد محمد محمد سویلم (زاده ۱۹۴۲ میلادی در بیلا، استان کفرالشیخ، مصر) از شاعران مصری است.
احمد سویلم یکی از شاعران نسل دوم (دهه شصت) مصر است که میراث گذشتگان نقش پررنگی در اشعار او دارد. مطالعه اشعار او نشان میدهد که بخش قابل توجهی از این میراث را میراث عرفاً تشکیل میدهد. در این میان، بررسی مجموعه شعری از او به نام «الشوق فی مدائن العشق» نشان میدهد که سویلم به‌خوبی عطار و منطق‌الطیر او را میشناخته تا آنجا که به نام او صریحاً اشاره میکند و او را «قطب تصوف اسلامی» میخواند.